# Атанасије Петровић
Атанасије Таса Петровић (1824 — 1894), познат као Учитељ Таса, био је просветни радник у Нишу у 19. веку.

## Биографија
Атанасије Петровић рођен је у Нишу 1824. године, у сиромашној породици Петријe и Петра Николића. Будући да родитељи нису имали довољно пара за живот, са седам година Атанасија су послали на занат. Међутим Тасиним родитељима, се поред великог избора уносних заната, учинило да је ипак најуноснији позив тога доба био свештенички посао, док је учитељски занат, сматран тек врло перспективним. Тако се Атанасије Петровић определио да радни век проведе у школи, јер је још у раној младости показивао склоности ка наукама.
У токи школовања Таса је имао више учитеља. Основну писменост стекао је учећи од попа Цветка, свештеника нишког, који пошто немађаше школе, учеше ђаке у својој кући са платом од 2 гроша месечно од ђака, а нешто касније основно знање му је проширио ондашњи нишки ђакона Григорија који у том периоду постао и владика нишки.
Атанасије Петровић се школовао у тзв. „Поповској школи“ која је у Нишу постојала од 1830 до 1832. године. Међу Тасиним учитељима био и Димитрије (Никола) Кратовалија Ђеорђијевић, свештеник и учитељ грчке школе у Нишу.
Грчки језик Атанасије Петровић је научио код извесног свештеника Петра, а када је у Ниш дошао Спиридон Јовановић, који је са собом донео план и начин рада као у Војводини, родитељи многе деце су схватили значај оваквог учења, па је тако и Атанасије постао ученик Спиридона Јовановића. Код њега је завршио четири разреда „уредне школе“ са одличним успехом, и након тога је почео да се спрема са наставницима из неколико предмета: славено српски граматика, црквена историја, српски читанка, катихизис, рачун.... Код овог учитења, Атанасије је положио учитељски испит са одлилчним успехом. 
Паралелно са образовањем, Атанасије Петровић са бавио и певањем, и редовно је за време црквених миса павао за певницом у нишкој цркви.
Иако Тасино образовање није било континуиранао и систематско, за ондашње време, његов степен писмености био је значајан и велики.
Како је Атанасије био међу најбољима по успеху са 17 година (1840) изабран је за учитеља у нишкој црквеношколској општини. Са њим је радио читавих 15 година Са њим Спиридона Јовановића Атанасије је радио читавих 15 година све до смрти Спиридона Јовановића 1859. године, када је Атанасије постао главни учитељ и преузео је вођење школских програма.
О почетку учитељског рада Атанасија Петровића, Стојан Новаковић је написао:
| „ | "Када је 1840. године број студената у нишкој школи нарастао на 200, наставник Спиридон, у договору са митрополитом и школском општином, постави Атанасија Петровића за млађег наставницима, и у почетку му одвоји 80 ђака као другу класу. И он им је предавао чаславац за читање, рачун, историју цркве, катихизис, писање по прегледалицама. | ” |

Према писаним подацима о Атанасију Петровићу, Учитељу Таси, на почетку своје учитељске каријере, он је као „млађи наставник“ из школског фонда добијао плату од 50 гроша месечно. Овај износ је владика Венедикт касније повећао на 100 гроша.
Свестран по својој природи, Атанасије Петровић је поред овог посла, радио и као писар у митрополији, док је у црквеној општини радио као рачуновођа, а током богослужења и певач за певницом.
Савременици Атанасија Петровића, Учитељ Таса, слажу се да је располагао вештинама, да подиђе турским властима и паши да задобије њихово поверење, а чиме год се бавио - увек је и неуморно радио на буђењу свести у народу
Турцима се никако није допадао, то што су у Ниш долазили учитељи из Кнежевине Србије. Због тога је Учитељ Таса уживао њихово поверење. А Учитељ Таси је то поверење Осмалија много значило, што му је допринело да обавља учитељски посао у дугом временском периоду, уживајући велики углед у нишкој вароши.
Како су књиге и школски уџбници на српском језику, из Кнежевине Србије, у настави биле забрањивани, Атанасије Петровић приредио је 1858. године уџбеник; Пресад мудрости или Собрание поучителни мисли који је у Београду штампан у 2000 примерака.
Пресад мудрости, Атанасије Петровића, који није био оригинално дело, у настави је служио као читанка. То је била прва штампана књига једног Нишлије, која је према запису имена на крају књиге, имала 491 претплатника, поређаних по друштвеној хијерархији.
| „ | Главни део књиге чиниле су изреке великих мислилаца попут Сократа, Платона, Питагоре. Поруке, пажлљиво биране вештом руком доброг васпитача Учитеља Тасе, критикују лењост, лицемерје, брзоплетост, уображеност, грамзивост и малодушност а подстичу хуманост, другарство, рад и лепо васпитање. Други део књиге носи наслов Дужности родитеља о васпитању деце и у њему се наглашава значај родитељског васпитања. Родитељ је дужан да „будно мотри“ на развој детета и непрекидно са њим одржава духовни контакт. Трећи одељак пресади мудрости садржи савете родитеља младим супружницима. | ” |

Атанасије Петровић је након ослобошења Ниша од Осмалија, 1878. године од стране ноовоосноване власти постављен за управитељ Народне школе у Нишу. На тој дужности био је све до 1880. године када је пензионисан.

## Знаменити ученици и признања
Учитељ Тасини ученици биле су знамените нишлије Тодор Миловановић, Димитрије Миле Цветковић, Тодор Станковић, Коле Рашић, Настас Настасијевић и други.
По Учитељ Таси име је добила најстарија основна школа у Нишу 1954. године, а његово име носи и једна улица и један трг у Нишу на коме се налази његова биста са књигом у руци.